# 광주지방교정청
광주지방교정청(光州地方矯正廳)은 광주광역시·전라북도·전라남도·제주특별자치도의 수형자·미결수용자 및 피보호감호자의 수용관리·교정·교화 기타 행형사무에 관하여 관할 교도소 등을 지휘·감독하는 대한민국 법무부의 소속기관이다. 1991년 11월 1일 발족하였으며, 광주광역시 북구 첨단과기로208번길 43 정부광주지방합동청사에 위치하고 있다. 청장은 고위공무원단 나등급에 속하는 일반직공무원으로 보한다.

## 직무
- 수용자의 수용·구금·규율·계호·이송·석방 및 보안에 관한 사항
- 교도소 및 구치소의 보안장비 및 방호에 관한 사항
- 수용자의 보건위생·의료 및 약제에 관한 사항과 순회진료반 설치·운영
- 교도·감호작업 및 직업훈련 운영지도 및 관리
- 소속공무원의 인사·복무·교육훈련 및 연금
- 소속공무원·수용자의 피복 및 급양에 관한 사항
- 그 밖에 수용자의 교육 및 교화에 관한 사항

## 연혁
- 1991년 11월 1일: 광주지방교정청 설치.
- 2009년 3월 30일: 청사 이전.

## 조직

### 청장
| - 총무과 - 보안과 - 사회복귀과 | - 교도소 - 광주교도소 - 순천교도소 - 목포교도소 - 장흥교도소 - 전주교도소 - 군산교도소 - 제주교도소 - 해남교도소 - 정읍교도소 |

## 같이 보기
- 서울지방교정청
- 대구지방교정청
- 대전지방교정청
- 교도관 계급